# Biharkeresztes
Biharkeresztes (früher Keresztes) ist eine Stadt im Kreis Berettyóújfalu im Komitat Hajdú-Bihar im Osten von Ungarn.

## Geografie
Biharkeresztes grenzt an den rumänischen Kreis Bihor und an folgende Gemeinden:
| Mezőpeterd      | Váncsod                                     | Bojt   |
| Told            | Kompassrose, die auf Nachbargemeinden zeigt | Bedő   |
| Berekböszörmény | Girișu de Criș (RO-BH)                      | Ártánd |

## Geschichte
Das Gebiet war schon in der Jungsteinzeit bewohnt.
Die der Volkszählung 1552 war es das bevölkerungsreichste Dorf der Region. Zwischen 1554 und 1566 war die Bevölkerung römisch-katholisch, nach 1566 endete die organisierte katholische Kirche.
Die Türken verwüsteten das Dorf 1660 und die Bevölkerung wurde zerstreut, im Jahr 1692 begann die Rückkehr der Bevölkerung.

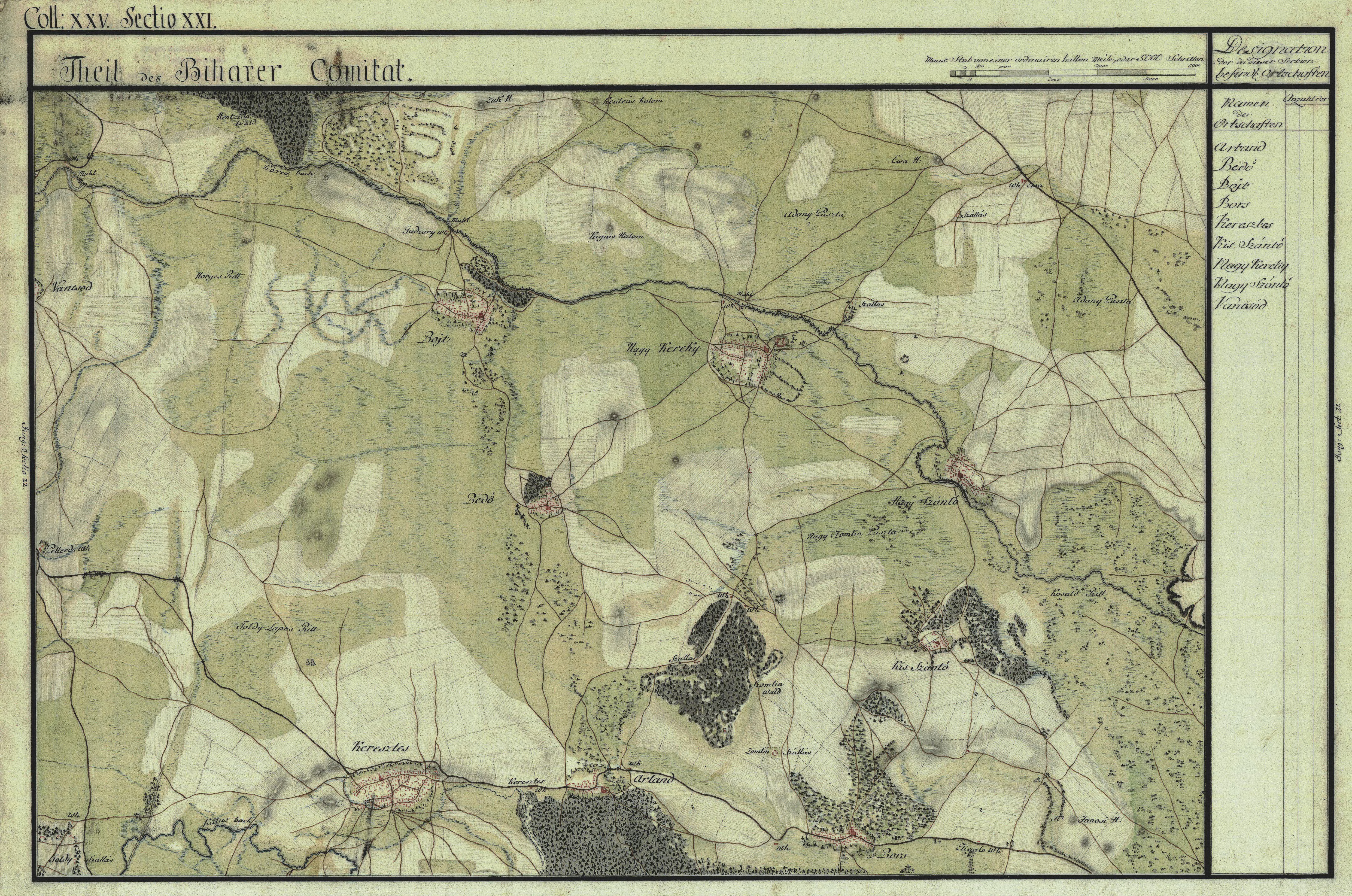
Keresztes (links unten) um 1782 (Aufnahmeblatt der Josephinischen Landesaufnahme)
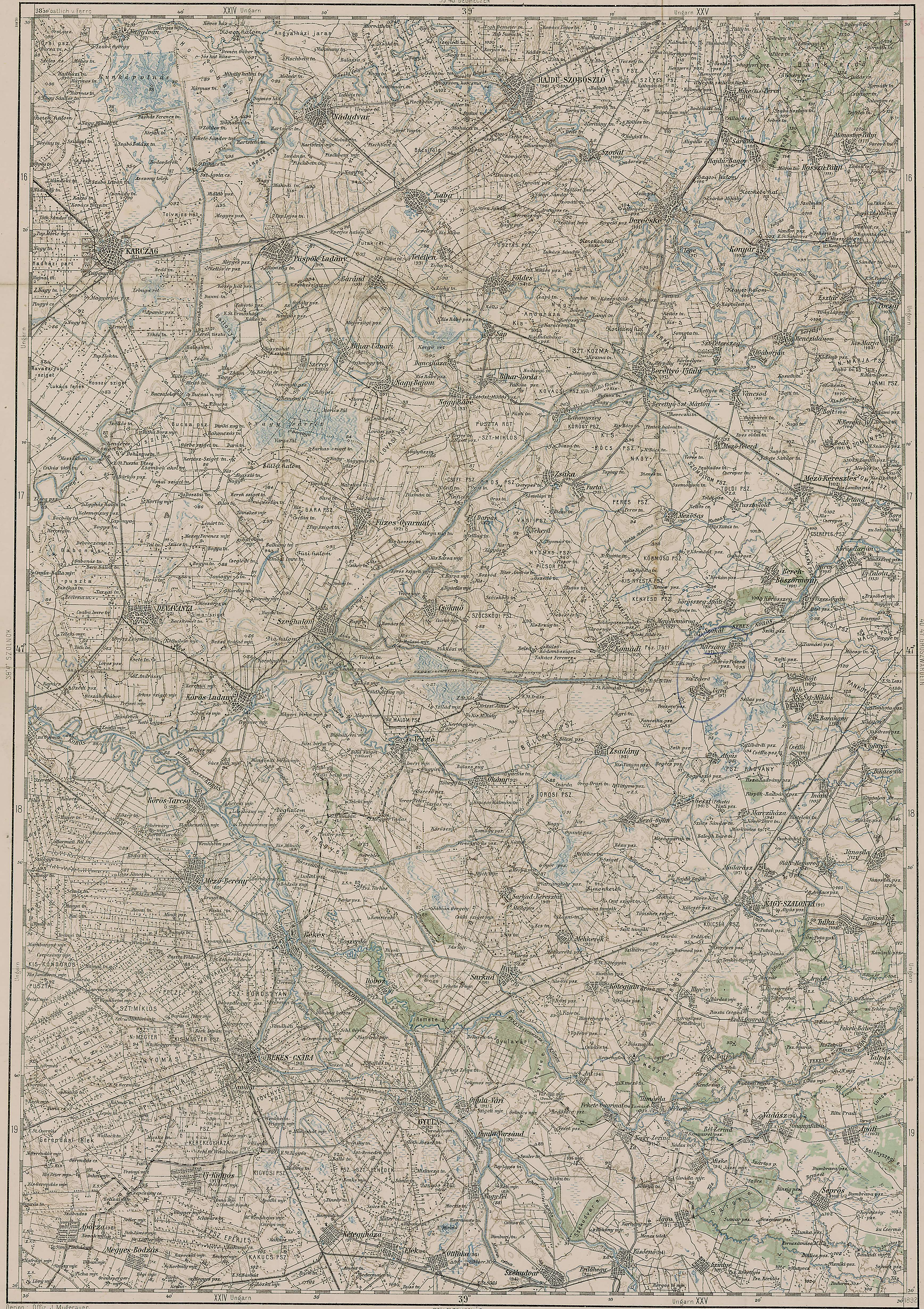
Mező-Keresztes (N 47° 8'; O 39° 24') um 1892 (Aufnahmeblatt der Franzisco-Josephinischen Landesaufnahme)

## Wirtschaft und Verkehr
Die Stadt wird von der Europastraße 60 – die hier auch als Europastraße 79 und Hauptstraße 42 geführt wird – durchquert.
Die Bahnanbindung ist durch die Bahnstrecke Püspökladány–Oradea gegeben.

## Persönlichkeiten
- Zsigmond Járai (* 1951), ehemaliger Finanzminister Ungarns und Präsident der ungarischen Nationalbank